# Les Cases (Sora)
Les Cases és una masia de Sora (Osona) inclosa a l'Inventari del Patrimoni Arquitectònic de Catalunya.

## Descripció
Masia de considerables dimensions situada en una coma. Està coberta per una teulada a dues vessants i orientada vers el sud. Hi ha una lliça que dona pas a la part del davant. La façana principal té un afegit formant una eixida si bé es conserva un portal amb pedra treballada, els elements artístics són escadussers, solament algunes finestres amb pedra treballada i un rosetó a la part posterior de l'edifici.
Completen la masia edificacions auxiliars (cabana, corts) i antigament albergava dues masoveries en diferents pisos de l'edificació.

## Història
Les Cases és una antiga masia ja documentada el segle xiv. Apareix citada en un document de venda del delme de Sora que l'any 1338 feu en Mare de Sant Agustí a en Pere Sala.
La seva propietat es manifesta a l'haver absorbit antigament la masoveria de la Fajola i el mas de Coll de Bellús que abans havia estat de Casaramona.
L'actual edificació sembla principalment del segle xvii. En una llinda a la part posterior de l'edifici hi ha la data de 1671.